# Mednarodna varnost
Mednarodna varnost je skupek narodov in mednarodnih organizacij, kot so Združeni narodi za zagotavljanje osnovnega preživetja in varnosti. Sem spadajo vojaške akcije in diplomatski dogovori kot so npr. konvencije. Mednarodna in interna - narodna varnost sta namreč tesno povezani.
International Security je prav tako akademski žurnal, posvečen mednarodni in narodni varnosti.